# Simnas
Simnas is een stad in de Litouwse gemeente Alytus, in het district Alytus. De plaats telt 1960 inwoners (2005). Het kreeg in 1626 stadsrechten.